# Chris Cohen
Chris Cohen, född 5 mars 1987 i Norwich, är en engelsk före detta fotbollsspelare som spelade för Nottingham Forest som mittfältare.

## Karriär

### West Ham United
Chris Cohen är en produkt av West Hams ungdomsakademi, som han kom till som 8-åring. Cohen gjorde sin debut för A-laget när han var 16 år när han fick hoppa in i West Hams 3-2-seger över Sunderland 13 december 2003, vilket gjorde honom till den yngsta West Ham spelaren på över 80 år.

### Yeovil Town
Efter att West Ham blev klara för Premier League så lånades Cohen i november ut till Yeovil Town, där han stannade under resten av säsongen 2005/2006. Efter att ha spelat 31 matcher och gjort ett mål så köpte klubben loss honom efter säsongen och Cohen skrev på ett 2-årskontrakt. Efter säsongen 2006/2007 gjorde vann Cohen i två av kategorierna då Yeovil utnämnde "Årets Spelare" Totalt gjorde Cohen 81 matcher och 8 mål i klubben.

### Nottingham Forest
6 juli 2007 skrev Chris Cohen på ett 4-årskontrakt med Nottingham Forest i League One. Efter att ha varit skadad i början av säsongen gjorde Cohen sin debut i Nottinghams 2-0-vinst mot Port Vale i oktober. Hans första mål för klubben kom mot Huddersfield Town 1 januari 2008 då Nottingham vann med 2-1.
Säsongen 2008/2009 hade Nottingham tagit sig tillbaka till Championship där Cohen blev vald till årets spelare. 8 maj 2010, då Nottingham spelade playoff semifinal om platser i Premier League så gjorde Cohen Nottinghams ledningsmål mot Blackpool i en match som Nottingham förlorade med 0-1.
8 oktober 2012 skrev Cohen på ett nytt 4-årskontrakt och sa samtidigt att han vill göra över 500 matcher för klubben. Efter säsongen 2012/2013 blev Cohen återigen vald till årets spelare av Nottinghams supportrar.
31 juli 2013 blev Chris Cohen vald till lagkapten som han tog över efter Danny Collins.

## Meriter

### Individuella
- Årets spelare i Nottingham: 2009, 2013